# Sebastian Rode
Sebastian Rode (født 11. oktober 1990 i Seeheim-Jugenheim, Vesttyskland) er en tysk fodboldspiller, der spiller for Bundesliga-klubben Eintracht Frankfurt. Han har tidligere spillet hos blandt andet Borussia Dortmund og Bayern München.